# Marivana Oliveira
Marivana Oliveira es una atleta paralímpica brasileña con parálisis cerebral. Representó a Brasil en los Juegos Paralímpicos de Verano 2012 en Londres y en los Juegos Paralímpicos de Verano 2016 en Río de Janeiro. Ganó la medalla de bronce en la prueba femenina de lanzamiento de bala en la categoría F35 en 2016.
Oliveira también ha participado en los Juegos Parapanamericanos, ganando medallas de oro, plata y bronce.